# Sarah Thomas (nadadora)
Sarah Thomas (nascida em 1982)  é uma nadadora de ultramaratonas em águas abertas ou natação de fundo, norte-americana. 
Em 10 de Agosto de 2017, nadou 168.3 km no Lago Champlain, pela primeira vez, em águas abertas com mais de 100 milhas. Tem desde 2019,  o recorde mundial para a mais longa maratona em águas abertas sem assistência, ao seguir uma rota circular, começando e terminando em Rouses Point (New York), do norte para sul do lago e ao redor da Ilha Gardiner, no Condado de Addison, em Vermont (EUA). 
Em Novembro de 2017 foi diagnosticada com cancro da mama. Foi submetida a cirurgia, radioterapia e quimioterapia. Durante o tratamento nadou o máximo possível. 
A 17 de Setembro de 2019 ela tornou-se na primeira nadadora fazer quatro travessias consecutivas do Canal da Mancha, em 54 horas e 10 minutos. 
Foi feito um documentário sobre essas travessias, The Other Side, financiado pelo Kickstarter. 

## Vida pessoal e o seu inicio na natação
Thomas aos dez anos fazia parte de uma equipa de natação. Durante a escola secundária ela nadou  200 m e 500 m livres e no último ano uma milha. Ela continuou a nadar enquanto estudava ciências políticas e jornalismo na Universidade de Connecticut, mas parou enquanto tirava o  mestrado em administração legal na Universidade de Denver. Após se ter formado, voltou a nadar e juntou-se a uma equipa de natação. 
Em Agosto de 2007, Thomas competiu pela primeira vez numa prova de natação de fundo, ao participar nos 10 km Horsetooth Open Water Swim no reservatório de Horsetooth, perto de Fort Collins, no Colorado, a mais de 1600 metros acima do nível do mar. Foi a segunda mulher a completar a prova, e a quinta no geral, em 2 horas, 39 minutos e 8 segundos. Na altura ela declarou: "Eu saí da água a lutar contra as lágrimas porque adorei." 
Ela trabalha nos recursos humanos de uma empresa de cuidados de saúde e mora em Conifer, Colorado, com o marido. 

## Feitos notáveis
- Em 2013, Thomas realizou travessias de dois sentidos sem precedentes no Lago Tahoe na Califórnia e no Lago Memphremagog em Vermont. Em ambos os lagos, ela completou as travessias sem roupa de mergulho. [1]
- Thomas foi a 58ª pessoa a completar a Triple Crown of Open Water Swimming: [13]
  - Completou a travessia do Canal de Catalina na Ilha de Santa Catalina até ao sul da Califórnia, no dia  27 de Julho de 2010, em 9 horas, 6 minutos e 28 minutos, com 28 anos.
  - Completou a Manhattan Island Marathon Swim em 18 de Junho de 2011, em 7 horas 36 minutos e 20 segundos, com 29 anos de idade.
  - Completou a travessia do Canal da Mancha, da Inglaterra até França, em 11 horas e 23 minutos em 13 de Agosto de 2012, com 30 anos de idade.
- A 19 de Julho de 2013, foi a primeira pessoa a completar  68.4 km, numa travessia de ida e volta no Lake Tahoe , da Incline Village ao Camp Richardson, em 22 horas e 30 minutos (11 horas 38 minutos em sua primeira volta e 10 horas 47 minutos em sua segunda volta), aos 31 anos de idade. [1]
- Em 7 de Setembro de 2013, ela tornou-se a primeira pessoa a concluir uma travessia de ida e volta do Lago Memphremagog (80.4 km de Magog no Quebec,  a Newport em Vermont e regresso), em 30 horas e 1 minuto (15 horas e 9 minutos na primeira etapa + 10 horas 47 minutos na segunda etapa, com um tempo de descanso de 6 minutos em terra entre as duas etapas) , aos 31 anos de idade. [1]
- Em 22 de Agosto de 2015, ela completou uma travessia de 36,2 km no Loch Ness, na Escócia, em 10 horas 52 minutos, aos 33 anos de idade. [1]
- Em 21 de Novembro de 2015, ela completou uma Ice Mile, no lago Wellington, no Colorado (EUA), nadando 1,1 milhas, a 8.000 pés de altitude e com água a 4,57 °C, em 27 horas e 7 minutos. [14]
- A 3 de Julho de 2015, ela completou 44,3 km, ao atravessar o Lago Flathead no estado do Montana (EUA), em 13 horas e 39 minutos, aos 33 anos de idade. [15]
- Em 20 de Junho de 2015, ela ganhou o 58 km END-WET, descendo o Rio Vermelho do Norte, no estado Dakota do Norte, em 9 horas 43 minutos, aos 33 anos de idade. [1]
- Entre 4 e 6 de Outubro de 2016, completou 80 milhas (128,7 km) ao atravessar  o Lago Powell, ao longo da fronteira entre os estados do Utah e do Arizona, de Bullfrog a Wahweap, em 56 horas, 5 minutos e 26 segundos, tinha 34 anos. [16]
- A 2 de Junho de 2017, completou 40 km, ao contornar a Mercer Island (Washington), em 12 horas, 22 minutos e 20 segundos, aos 35 anos de idade. [1]
- De 7 a 9 de Agosto de 2017, completou 104,6 milhas (168,3 km) nadando a solo em águas abertas no Lago Champlain em 67 horas e 16 minutos e 12 segundos. [3]
- Em Marco de 2019, completou a travessia do Estreito de Cook entre a Ilha do Norte e a Ilha do Sul da Nova Zelândia. [1]
- Ela é a protagonista do documentário The Other Side. [11]
- Em 17 de Setembro de 2019, um ano depois determinar o tratamento para o cancro da mama, tornou-se na primeira nadadora a fazer uma travessia quadrupla do Canal da Mancha, em 54 horas e 10 minutos. [6][8][5][2]

## Reconhecimento e Prémios
- Thomas recebeu o  Barra Award de 2013, é um prémio concedido pelo Marathon Swimmers Forum a quem tem o desempenho mais impressionante do ano na natação de fundo ou águas abertas. O prémio considera não só as conquistas da natação, mas como todo o trabalho realizado pela pessoa na modalidade. Este prémio foi criado em homenagem ao nadador de fundo do canal de Nova York, David Barra. [17]

- Foi nomeada para os prémios  WOWSA em 2016, que reconhecem a performance de mulheres e homens a nível mundial e que são patrocinados pela Associação Internacional de Natação em Águas Abertas (WOWSA). O feito de ter atravessado a solo o lago Powell,  fez com que fosse considerada como World Open Water Swimming Performance de 2016. [18]

- Venceu o prémio de Natação a Solo do Ano, em 2017, atribuído pela Marathon Swimmers Federation.  [17]

- Foi nomeada uma das 50 mulheres mais aventureiras do mundo em águas abertas em 2017, 2018 e 2019 pela World Open Water Swimming Association. [18]

- Thomas foi eleita a Desportista do Ano do estado do Colorado (EUA). [18]

- Entrou como como nadadora de honra no International Marathon Swimming Hall of Fame, classe de 2018. [19]

- Integrou no Vermont Open Water Swimming Hall of Fame, classe de 2017. [18]